# 曹端妃
端妃曹氏（たんひ そうし、? - 1542年）は、明の嘉靖帝の妃嬪。

## 経歴
冠帯官の曹済の娘として生まれた。嘉靖14年（1535年）11月、端嬪となった。父の曹済は従五品錦衣衛副千戸に任じられた。翌年8月15日、皇長女・朱寿媖（常安公主）を産んだ。他の后妃が最初に懐妊した子と長男はすでに亡くなっていたため、嘉靖帝を喜ばせた。翌年、端妃に封じられた。
嘉靖21年10月（1542年）、15人の宮女が熟睡中の嘉靖帝を絞殺しようとした暗殺未遂事件（壬寅宮変）が起こった。宮女らの供述によって、王寧嬪が主謀者とされた。曹端妃は直接関与しなかったが、内情を知っていた。同月、宮女たち、曹端妃、王寧嬪は謀叛罪で凌遅刑に処された。彼女たちの家族から10人が連座して斬首刑に処され、20人が奴隸に落とされた。
『明史』（1739年完成）によると、曹端妃は事件に無関係だったにもかかわらず、嘉靖帝からの寵愛に方皇后が嫉妬したために処刑された。しかし『明世宗実録』によると、曹端妃への寵愛は普通の程度を超えていなかった。

## 子女
- 朱寿媖（常安公主）
- 朱禄媜（寧安公主）

## 伝記資料
- 『明世宗実録』
- 『明史』